# Calcio Catania
Calcio Catania er en italiensk fodboldklub fra byen Catania på Sicilien. Klubben blev grundlagt i 1908 og spiller sine hjemmekampe på Stadio Angelo Massimino. Den har tilbragt det meste af sin historie i den næstbedste italienske fodboldrække, Serie B. Catania spiller dog på nuværende tidspunkt i Serie C.
Den 2. februar 2007 gik flere fans fra Catania amok under det sicilianske lokalopgør mod Palermo, hvilket resulterede i, at kampen blev suspenderet i en halv time. Under disse optøjer mistede en politimand livet. Episoden betød, at klubben blev idømt en bøde og måtte spille resten af sæsonens hjemmekampe på neutral bane uden tilskuere.